# Arbeitskreis Solidarische Kirche
Der Arbeitskreis Solidarische Kirche (AKSK) war eine Organisation innerhalb der ostdeutschen evangelischen Kirchen. Ein Großteil seiner Mitglieder gehörte zur Bürgerbewegung in der DDR und prägte die Wende und friedliche Revolution in der DDR wesentlich mit. Er wurde am 7. Oktober 1986 in Berlin-Karlshorst offiziell gegründet. Bei seiner Gründung hatte der Arbeitskreis 60 Mitglieder, 1989 hatte er ca. 300 Mitglieder. Nach der Wiedervereinigung gab es einen erfolglosen Versuch, den Arbeitskreis gesamtdeutsch zu organisieren.

## Gründung und Organisation
Die Idee zur Bildung des AKSK wurde von Vikaren im Winter 1984/85 am Wittenberger Predigerseminar entwickelt. Nach einigen überregionalen vorbereitenden Treffen wurde ein halbjähriger Turnus für die Vollversammlungen gefunden. Jeweils um die staatlichen Feiertage 1. Mai und 7. Oktober traf sich dieses kirchliche Oppositionsnetzwerk für zwei Tage im Wechsel zwischen Berlin und einer anderen Stadt. Dieses Bündnis unter dem Stichwort „Solidarität“ innerhalb der evangelischen Kirche hatte zwei Quellen. Einerseits faszinierten die Begründer des AKSK die politischen Reformen, die durch Solidarność ausgelöst wurden, zum anderen die Erkenntnis, dass es auch so etwas wie einer Gewerkschaft für kirchliche Mitarbeiter bedurfte. Dauerthema der Vollversammlungen und der Akademien waren bis 1989 zudem das Verhältnis von kirchlichen Positionen und politischen Reformen in der DDR. In der Basiserklärung von Oktober 1986 heißt es: „Wir leiden auf Grund persönlicher Erfahrungen in Kirche und Gesellschaft an einem Defizit an Solidarität auf verschiedenen Ebenen.“ Daraus wurde gefolgert, dass innerhalb der Kirche ein „Mündigwerden der Gemeinden“ dringend ansteht und gegenüber dem Staat die gesellschaftlichen Bezüge des Glaubens „ungeschützt zur Sprache“ gebracht werden müssen.
Ulrich Stockmann, Mitglied des ersten Koordinierungsausschusses, formulierte das Ziel folgendermaßen: „Der AKSK sollte die Fähigkeit zur Selbstkritik in unserer Kirche und den Willen zu ihrem strukturellen Wandel stärken; er sollte mithelfen, dass der gesellschaftliche Bereich und das Rechtsverständnis in unserem Lande durch kritische Öffentlichkeit rekonstruiert wird, und dass eine alternative Kultur des Miteinanderumgehens unter uns entsteht.“
In der Basiserklärung hieß es u. a.:
- „Wir sehen die besondere Verantwortung der Christen für ein die Versöhnung förderndes Handeln.“
- „Die Menschenrechte sind unteilbar. Wir suchen einen öffentlichen Dialog mit allen gesellschaftlichen Kräften, um die Durchsetzung der Menschenrechte nah und fern zu fördern.“
- „Wir rufen zu einem Prozess der gemeinsamen Meinungs- und Willensbildung auf, um an den genannten Aufgaben mitzuwirken.“ „Was wir für Kirche und Gesellschaft anstreben, wollen wir im AKSK modellhaft verwirklichen.“

Dies konnte als innerkirchliche Prozesse gedacht werden, wie es mit leichter Ironie in der ersten Nummer der solidarischen Kirche hieß: Der AKSK hat „seine Fahnen der Erneuerung der alten Mutter Kirche geweiht“ wobei er mit viel Fantasie „gegen die hochinstitutionalisierten Windmühlenräder der Kirche“ anlaufe. Doch der inoffizielle Mitarbeiter des MfS Ibrahim Böhme meinte wenige Tage nach der Gründung: „Die Organisation AKSK wird uns, so schätze ich ein, noch viel Sorgen bereiten.“ In einer Parteiinformation der Staatssicherheit aus dem Jahre 1988 wurde festgestellt, dass „die innerkirchlichen Ambitionen sehr gering ausgeprägt sind“, faktisch richten sich die Aktionen des AKSK „in massiver Form gegen die gesellschaftlichen Verhältnisse in der DDR und ihre politischen Grundlagen“.
Viele Mitglieder verstanden den AKSK als ein soziales Projekt der Einübung und der Vernetzung solidarischen Handelns in Kirche und Gesellschaft.
In diesem Sinne kooperierte der AKSK mit der Initiative Frieden und Menschenrechte und mit der Kirche von unten, unterstützte die Initiative Absage an Prinzip und Praxis der Abgrenzung und setzte sich für eine positive Würdigung der Ausreisebewegung in Kirche und Gesellschaft ein.
Die Leitung des Arbeitskreises hatte der Koordinierungsausschuss. Vor Ort arbeitete der AKSK in unterschiedlicher Intensität in Regionalgruppen. Da viele Mitglieder des AKSK zugleich in anderen Gruppierungen engagiert waren, trugen die Regionalgruppen auch zu Vernetzungen in den Regionen bei.
Als eine selbstständige Institution entstanden neben diesen die Sommer- und Winterakademien unter der Leitung von Ulrich Stockmann und Wolfram Tschiche.

### Koordinierungsausschuss
Zum paritätischen Koordinierungsausschuss gehörten zehn von der Vollversammlung auf zwei Jahre gewählte Mitglieder. Aus Effizienzgründen stammten diese meist aus Berlin. Zu ihm gehörten u. a.: Britta Albrecht, Janet Berchner, Marianne Birthler, Dorothea Höck, Joachim Goertz (heute St.-Bartholomäus-Kirche (Berlin)), Martin König, Uwe Lehmann, Peter Mansfeld, Christian Sachse, Heidi Schade, Bettina Schirge, Birgit Schuster, Ulrich Stockmann, Lothar Tautz, Christoph Tannert und Dörte Wernick.

### Konfliktstelle
Die vom AKSK aufgegriffenen innerkirchlichen Auseinandersetzungen betrafen sowohl Fragen der Lebensordnung, insbesondere im Zusammenhang mit homosexuellen Partnerschaften und Partnerschaften ohne Trauschein, als auch Disziplinierungen von kirchlichen Mitarbeitern, die mit oppositionellen Künstlern (z. B. Freya Klier und Stephan Krawczyk) zusammenarbeiteten. Daraus entstand eine Konfliktstelle, die von kirchlichen Mitarbeitern angerufen werden konnte unter der Leitung von Herbert Schneider (Huy-Neinstedt) und Bernd Oehler. Die Vollversammlung verabschiedete folgendes Eskalationsverfahren für die Begleitung in dienstrechtlichen Auseinandersetzungen: solide Dokumentation, vertrauliche Konfrontation, klärendes Gespräch, öffentliche Mitteilung, unterstützender Brief von Mitgliedern der AKSK an die verweigernde Konfliktpartei, Bericht an die Vollversammlung, Resolutionen.
Eduard Stapel der spätere Sprecher des Lesben- und Schwulenverbandes in Deutschland war über viele Jahre Mitglied des AKSK.

### Regionalgruppen
Es gab folgende Regionalgruppen: Greifswald, Malchin, Stargard, Potsdam, Berlin, Magdeburg, Halle-Merseburg, Zeitz, Naumburg (Saale), Anhalt, Weißenfels, Hoyerswerda-Spremberg, Dresden und Leipzig. Diese Gruppen arbeiteten teilweise wiederum regional zusammen. Besonders hervorzuheben ist die Regionalgruppe Thüringen, die ab 1988/89 mit Plakat-Aktionen und Resolutionen in die Öffentlichkeit trat.

### Mitgliederzeitschrift
Zwischen den Vollversammlungen gab es Rundbriefe des Koordinierungsausschusses. Die Naumburger Regionalgruppe (Christian Dietrich, Michael Kleim, Andreas Schaller) gaben im März 1987 eine erste Samisdatausgabe heraus. Zwei weitere gab die Leipziger Regionalgruppe (Katrin Drohberg, Bernd Oehler, Nikolaus Voss, Harald Wagner) 1988 und 1989 heraus.

### Akademien des AKSK
Es fanden drei Akademietagungen des AKSK statt (25.–30. Juli 1988 in Samswegen; 7.–11. Januar 1989 in Darlingerode und im Juli 1989 in Stuer-Winkel). An ihr nahmen sowohl Begründer des AKSK wie Ludwig Mehlhorn und Wolfgang Templin, als auch Mitglieder der Initiative Frieden und Menschenrechte (Bärbel Bohley, Werner Fischer) sowie Gäste aus Wissenschaft und Bürgerrechtsbewegung teil. Tagungsthemen waren vor allem politische Philosophie (insbesondere Hannah Arendt und die Geschichte des Kommunismus). Einige der Referate wurden im Samisdat publiziert. Die Reihe der Sommerakademien führte Wolfram Tschiche in Eigenverantwortung weiter.

## In der friedlichen Revolution
„Im spannenden Herbst 1989, spielten viele Vertreter der Solidarischen Kirche eine hervorragende Rolle.“ Der AKSK trat jedoch während der Wende und friedlichen Revolution in der DDR kaum als Subjekt auf. Viele seiner Mitglieder waren zugleich in Bürgerrechtsgruppierungen und den sich bildenden Parteien engagiert. Parteigründungen und die Übernahme von Regierungsverantwortung waren Themen auf den Sommer- und Winterakademien. Auf der Sommerakademie 1989 wurde das Projekt einer sozialdemokratischen Partei (SDP) thematisiert und danach gefragt, ob es eine „DDR-Identität“ gibt. Zur Entspannung spielten die Teilnehmer am Abend DDR-Regierung, nicht ahnend, dass einige der Mitspieler schon wenige Wochen später Minister (Gerd Poppe), Parteivorsitzender (Ibrahim Böhme) oder Berufspolitiker (Ulrich Stockmann) werden sollten. Ende 1988 hatte der AKSK erklärt, sich nicht an den DDR-Kommunalwahlen zu beteiligen. Die Wahlbeobachtung und die Vernetzung der Ergebnisse übernahm an vielen Orten jedoch der AKSK. Im Frühjahr 1989 organisierte der AKSK „300 mal 12,00 Mark für ein Friedensstipendium“ (Christian Sachse). Mit diesem Stipendium konnte Ulrike Poppe ab Herbst 1989 eine finanzielle Unterstützung für ihre politische Arbeit bekommen.
Zur Vollversammlung in Magdeburg am 6. bis 8. Oktober 1989 waren viele Mitglieder nicht angereist oder fuhren schon am 7. Oktober ab, da sie an der Gründung der SDP oder an politischen Veranstaltungen am Abend des 7. Oktobers beteiligt waren. Eingeladen worden war zu dieser Tagung unter dem Motto „Demokratie Spätlese“. Als Gast berichtete Adam Krzemiński von den polnischen Erfahrungen nach dem Wahlsieg der Solidarność. Auf der Tagung wurde erstmals ein Wahlbündnis der Bürgerbewegung und der zum gleichen Zeitpunkt gegründeten SDP thematisiert.

## Bei und nach der deutschen Wiedervereinigung
Als beschlossen wurde, für die Wahlen im Jahre 1990 nur Parteien zuzulassen, setzte sich der AKSK für eine Zulassung der Bürgerbewegungen ein. Die Vollversammlung im Mai 1990 in Jena forderte eine „Offenlegung der Vergangenheit“ der Kirchen in der DDR. In diesem Sinne bildete sich eine Arbeitsgruppe „Verflechtungen“ die später in die „Initiative Recht und Versöhnung“ aufging. Der AKSK setzte sich für eine Regelüberprüfung aller kirchlichen Mandatsträger „auf Stasi-Mitarbeit“ ein.
Im Juni 1991 bildete sich dann unter Beteiligung von westdeutschen Christen, insbesondere aus Marburg, eine „Initiative Solidarische Kirche in Deutschland“. Sie unterstützte den Modellversuch Lebensgestaltung-Ethik-Religionskunde an Stelle des konfessionellen Religionsunterrichts, fand jedoch keine Form, sich zu etablieren.
Die Thüringer Regionalgruppe des AKSK trat noch bis Ende der 1990er Jahre als kirchenpolitische Gruppierung auf.